# Liane Hesselbarth
Liane Hesselbarth (* 17. Juli 1962 in Strausberg) ist eine ehemalige rechtsextreme Politikerin der nicht mehr existierenden DVU.
Sie gehörte von 1999 bis 2009 dem Landtag von Brandenburg an und war hier Vorsitzende ihrer Fraktion.

## Leben und Beruf
Liane Hesselbarth machte nach dem Schulabschluss 1979 eine Ausbildung zur Bauzeichnerin und arbeitete anschließend als Teilkonstrukteurin im Wohnungsbaukombinat Berlin und ab 1988 als Angestellte im Wohnungs- und Gesellschaftsbaukombinat Frankfurt (Oder). 1990 schulte sie zur Bürokauffrau um und arbeitete anschließend als Angestellte und ab 1994 als Mitinhaberin in der Hochbaufirma ihres Ehemanns. Seit 2001 betreibt sie einen Büroservice.

## Politik und Abgeordnete
1999 trat sie in die Deutsche Volksunion ein und zog bei der Landtagswahl im gleichen Jahr für diese Partei in den Landtag von Brandenburg ein, wo sie Vorsitzende einer fünfköpfigen Fraktion wurde. Nach der Landtagswahl 2004 wurde sie erneut zur Vorsitzenden der nun sechsköpfigen DVU-Fraktion gewählt. Im Landtag war sie von 1999 bis 2009 Mitglied des Präsidiums und Vorsitzende des „Ausschusses für Stadtentwicklung, Wohnen und Verkehr“, der 2004 umbenannt wurde in „Ausschuss für Infrastruktur und Raumordnung“. Für Aufsehen sorgte sie einmal, als sie auf die Frage eines Journalisten, wie viele Bundesländer Deutschland hat, nicht antwortete.
Für die Landtagswahl am 27. September 2009 war sie Spitzenkandidatin der DVU, bei welcher ihre Partei jedoch mit 1,1 % der Stimmen den Wiedereinzug in den Landtag deutlich verfehlte. Hesselbarth schied mit der konstituierenden Sitzung des 5. Brandenburger Landtag aus dem Parlament aus.

## Familie
Liane Hesselbarth lebt seit Jahren getrennt von ihrem Ehemann Axel Hesselbarth (ehemaliger DVU-Landesvorsitzender von Brandenburg und Mecklenburg-Vorpommern) und hat einen erwachsenen Sohn, Falko Hesselbarth, der anlässlich des Verbotes der neonazistischen Kameradschaft ANSDAPO durch seine Funktion als Kassenwart und als Beisitzer in deren Vorstand für Aufsehen sorgte. Auch war er, zusammen mit 5 weiteren Neonazis, an einer Schlägerei im linksalternativen Jugendclub Horte in Strausberg beteiligt. Aufgrund der Aktivitäten ihres Sohnes wurde Liane Hesselbarth von politischen Gegnern zum Rücktritt aufgefordert, was sie ablehnte.